# 1991년 동남아시아 경기 대회
1991년 동남아시아 경기 대회는 1991년 11월 24일부터 12월 3일까지 필리핀 공화국의 마닐라에서 열린 대회이다.

## 메달 집계
| 순위 | 국가       | 금메달 | 은메달 | 동메달 | 합계 |
| ---- | ---------- | ------ | ------ | ------ | ---- |
| 1    | 인도네시아 | 92     | 86     | 67     | 245  |
| 2    | 필리핀     | 90     | 62     | 86     | 238  |
| 3    | 태국       | 72     | 80     | 69     | 221  |
| 4    | 말레이시아 | 36     | 38     | 66     | 140  |
| 5    | 싱가포르   | 18     | 32     | 45     | 95   |
| 6    | 미얀마     | 12     | 16     | 29     | 57   |
| 7    | 베트남     | 7      | 12     | 10     | 29   |
| 8    | 브루나이   | 0      | 0      | 8      | 8    |
| 9    | 라오스     | 0      | 0      | 0      | 0    |

## 같이 보기
- 2005년 동남아시아 경기 대회
- 2019년 동남아시아 경기 대회